# Competències bàsiques d'educació física
Des de l'àrea d'educació física a primària les competències bàsiques que es treballen són les següents:
- Competència de desenvolupament personal. El desenvolupament personal esdevé una competència central de l'àrea que s'assoleix amb el treball i cura del propi cos i la motricitat, al mateix temps que es reflexiona sobre el sentit i els efectes de l'activitat física, assumint actituds i valors adequats a la gestió del cos i la conducta motriu.

- Competència social. Aquesta àrea també desenvolupa la competència social centrada en les relacions interpersonals per mitjà de l'adquisició de valors com el respecte, l'acceptació o la cooperació, que seran transferits a l'activitat quotidiana (jocs, esports, activitats en la natura entre altres)

- Competència d'autonomia i iniciativa personal. El coneixement d'un mateix o mateixa i de les pròpies possibilitats i carències, l'autosuperació, perseverança i actitud positiva, i l'organització individual i col·lectiva contribueixen a la competència aprendre a aprendre i a l'autonomia i iniciativa personal.

Així doncs, i com que Primària està repartida en cicles, podrem dividir aquestes competències en diferents graus d'assoliment.